# Lalong
 Lalong  es una villa de Hsawlaw en el Distrito de Myitkyina, Estado Kachin, al noreste de Birmania.